# Midda's Chronicles
Midda's Chronicles è una serie letteraria italiana di narrativa fantastica pubblicata con cadenza quotidiana nella forma di blognovel a partire dall'11 gennaio 2008 e firmata con lo pseudonimo di Sean MacMalcom.
A partire dall'11 gennaio 2013, le prime avventure dell'opera sono state parzialmente ripubblicate in formato eBook per Amazon Kindle.

## Il personaggio
(da Tema la moglie infedele, di Sean MacMalcom)
Al centro della serie è Midda Namile Bontor, guerriera e mercenaria, dichiaratamente ispirata all'opera di Robert E. Howard, di Emilio Salgari e di Melanie Rawn, nonché alle protagoniste femminili di diversi fumetti americani e italiani.
A Howard e al personaggio di Conan il barbaro, in particolare, è stato reso omaggio in un racconto breve dell'ottobre 2010, in occasione del raggiungimento del millesimo giorno di pubblicazione dell'opera.
La protagonista viene introdotta sin dal primo racconto quale figura una figura femminile attiva, determinata e coraggiosa, in linea con i canoni moderni relativi alle eroine femminili della narrativa sword and sorcery ed estremamente fiera della sua emancipazione, al punto tale che, per quanto al suo fianco siano talvolta presenti adiuvanti maschi, raramente agli stessi è offerta possibilità di una partecipazione concreta ai fini della trama.
Sebbene alcune imprese narrate siano diretta conseguenza della professione mercenaria della protagonista, è presto chiarita una sincera predilezione per l'avventura, al punto da spingere la medesima alla ricerca di occasione di conflitto per semplice soddisfazione personale ancora prima che per il desiderio di denaro.

## La saga
Midda's Chronicles, da gennaio 2008 ad agosto 2013, ha proposto 41 avventure complete, più alcuni episodi speciali, pubblicate online sotto licenza Creative Commons (BY-NC-ND 3.0).
A partire da settembre 2013 ha avuto inizio un nuovo ciclo narrativo, la cui pubblicazione è stata sospesa a maggio 2015 per riprendere nell'estate 2017.
A partire da gennaio 2017 ha avuto inizio la pubblicazione di nuove avventure ambientate in altri universi paralleli sotto l'etichetta Reimaging Midda.

### Primo ciclo
Nell'estate 2010, con Punto di svolta, è stato dichiarato il raggiungimento della metà del primo ciclo dell'opera, che comprende le prime quarantuno avventure.
In tale ciclo, accanto ad avversari propri del genere sword and sorcery, e ad altri di definita ispirazione horror - quali zombi, negromanti e demoni - sono citate numerose creature proprie della mitologia mediterranea, fra cui ippocampi, anfesibene, cerberi e tifoni. Per questa ragione, la serie potrebbe essere classificata anche quale appartenente al filone italiano definito med-fantasy.
| #                            | Titolo avventura                   | Data inizio pubblicazione | Data fine pubblicazione | Totale episodi |
| 001                          | Il tempio nella palude             | 11 gennaio, 2008          | 31 gennaio, 2008        | 21             |
| 002                          | La città del peccato               | 1º febbraio, 2008         | 9 marzo, 2008           | 38             |
| 003                          | Gli spettri della nave             | 10 marzo, 2008            | 19 aprile, 2008         | 41             |
| 004                          | Alla deriva                        | 20 aprile, 2008           | 3 giugno, 2008          | 45             |
| 005                          | Un ricatto letale                  | 4 giugno, 2008            | 11 luglio, 2008         | 38             |
| 006                          | Condannata                         | 12 luglio, 2008           | 21 agosto, 2008         | 41             |
| 007                          | I quattro cavalieri                | 22 agosto, 2008           | 5 ottobre, 2008         | 45             |
| 008                          | La corona perduta                  | 6 ottobre, 2008           | 2 dicembre, 2008        | 58             |
| 009                          | Trent'anni dopo                    | 3 dicembre, 2008          | 21 gennaio, 2009        | 50             |
| 010                          | Il collezionista di sassi          | 22 gennaio, 2009          | 3 marzo, 2009           | 41             |
| 011                          | La sposa del sultano               | 4 marzo, 2009             | 23 aprile, 2009         | 50             |
| 012                          | La fortezza fra i ghiacci          | 24 aprile, 2009           | 16 giugno, 2009         | 54             |
| 013                          | Assassinio nella città del peccato | 17 giugno, 2009           | 4 agosto, 2009          | 49             |
| 014                          | La sfida del sapiente              | 5 agosto, 2009            | 28 settembre, 2009      | 55             |
| 015                          | La piramide nera                   | 29 settembre, 2009        | 15 novembre, 2009       | 48             |
| 016                          | Colpa e riscatto                   | 16 novembre, 2009         | 31 dicembre, 2009       | 46             |
| 017                          | Memento mori                       | 1º gennaio, 2010          | 14 febbraio, 2010       | 45             |
| 018                          | Tema la moglie infedele            | 15 febbraio, 2010         | 30 marzo, 2010          | 44             |
| 019                          | Caccia all'uomo                    | 31 marzo, 2010            | 19 maggio, 2010         | 50             |
| 020                          | Il regno dimenticato               | 20 maggio, 2010           | 20 luglio, 2010         | 62             |
| 021                          | Punto di svolta                    | 21 luglio, 2010           | 12 settembre, 2010      | 54             |
| 022                          | Futuro                             | 13 settembre, 2010        | 6 novembre, 2010        | 55             |
| 023                          | Passato e presente                 | 7 novembre, 2010          | 21 dicembre, 2010       | 45             |
| 024                          | Un villaggio sotto assedio         | 27 dicembre, 2010         | 19 febbraio, 2011       | 55             |
| 025                          | Ritorno alla città del peccato     | 20 febbraio, 2011         | 15 aprile, 2011         | 55             |
| 026                          | La canzone di Midda                | 16 aprile, 2011           | 11 giugno, 2011         | 57             |
| 027                          | Discordia fraterna                 | 12 giugno, 2011           | 4 agosto, 2011          | 54             |
| 028                          | Il giusto prezzo                   | 5 agosto, 2011            | 25 settembre, 2011      | 52             |
| 029                          | Menzogna e fiducia                 | 26 settembre, 2011        | 19 novembre, 2011       | 55             |
| 030                          | Il nemico del mio nemico           | 23 novembre, 2011         | 21 gennaio, 2012        | 60             |
| 031                          | Flagello                           | 22 gennaio, 2012          | 8 marzo, 2012           | 47             |
| 032                          | Pastorale                          | 9 marzo, 2012             | 22 aprile, 2012         | 45             |
| 033                          | Guerra                             | 23 aprile, 2012           | 13 giugno, 2012         | 52             |
| 034                          | Redenzione                         | 14 giugno, 2012           | 8 agosto, 2012          | 56             |
| 035                          | La tragica storia di Carsa Anloch  | 9 agosto, 2012            | 27 settembre, 2012      | 50             |
| 036                          | Affari di famiglia                 | 28 settembre, 2012        | 21 novembre, 2012       | 55             |
| 037                          | Eufonia                            | 22 novembre, 2012         | 26 gennaio, 2013        | 65             |
| 038                          | La notte più lunga                 | 27 gennaio, 2013          | 17 marzo, 2013          | 49             |
| 039                          | Ritorno a casa                     | 18 marzo, 2013            | 5 maggio, 2013          | 49             |
| 040                          | Tradimento                         | 6 maggio, 2013            | 27 giugno, 2013         | 53             |
| 041                          | Addio... Midda Bontor              | 28 giugno, 2013           | 16 agosto, 2013         | 50             |
| Speciali                     |                                    |                           |                         |                |
| -                            | Speciale Mille                     | 7 ottobre, 2010           | 7 ottobre, 2010         | 1              |
| -                            | Speciale Natale                    | 22 dicembre, 2010         | 26 dicembre, 2010       | 5              |
| -                            | Sangue nelle tenebre               | 20 novembre, 2011         | 22 novembre, 2011       | 3              |
| -                            | Speciale 21 dicembre 2012          | 21 dicembre, 2012         | 21 dicembre, 2012       | 1              |
| -                            | Speciale 8 marzo                   | 8 marzo, 2013             | 8 marzo, 2013           | 1              |
| -                            | Speciale Duemila                   | 13 luglio, 2013           | 13 luglio, 2013         | 1              |
| Pubblicazioni su altri media |                                    |                           |                         |                |
| -                            | Morte di un dio minore             | 30 giugno, 2013           | 30 giugno, 2013         | -              |

### Secondo ciclo
Nell'estate 2013, il secondo ciclo è stato formalmente presentato qual ripresa delle tematiche già introdotte in Futuro, tali da abbandonare il contesto fantasy in favore di un'ambientazione fantascientifica.
Nuove vite. Vecchi amori e Il viaggio continua, nella prima metà del 2014, hanno rappresentato l'interruzione della pubblicazione giornaliera dell'opera, sino a quel momento rimasta costante. Solo all'inizio del 2017, la pubblicazione ha ritrovato la propria regolarità quotidiana.
| #        | Titolo avventura                        | Data inizio pubblicazione | Data fine pubblicazione | Totale episodi |
| 042      | Nuovi mondi. Vecchi giochi              | 11 settembre, 2013        | 14 novembre, 2013       | 65             |
| 043      | Nuovi trucchi. Vecchi cani              | 15 novembre, 2013         | 8 gennaio, 2014         | 55             |
| 044      | Nuovi alleati. Vecchi avversari         | 9 gennaio, 2014           | 5 marzo, 2014           | 55             |
| 045      | Nuove vite. Vecchi amori                | 6 marzo, 2014             | 11 dicembre, 2014       | 60             |
| 046      | Il viaggio continua                     | 29 dicembre, 2014         | 4 ottobre, 2017         | 59             |
| 047      | Non abbassare lo sguardo                | 5 ottobre, 2017           | 23 novembre, 2017       | 50             |
| 048      | Non smettere di lottare                 | 24 novembre, 2017         | 24 gennaio, 2018        | 57             |
| 049      | Come ai vecchi tempi                    | 25 gennaio, 2018          | 29 marzo, 2018          | 64             |
| 050      | Il tempo del sogno                      | 30 marzo, 2018            | 8 giugno, 2018          | 71             |
| 051      | Giochi di guerra                        | 9 giugno, 2018            | 11 agosto, 2018         | 64             |
| 052      | L'uomo incapace a morire                | 12 agosto, 2018           | 15 ottobre, 2018        | 65             |
| 053      | Il risveglio                            | 16 ottobre, 2018          | 12 dicembre, 2018       | 57             |
| 054      | L'ira di Be’Sihl                        | 13 dicembre, 2018         | 4 febbraio, 2019        | 54             |
| 055      | Alla ricerca di Midda                   | 5 febbraio, 2019          | 30 marzo, 2019          | 54             |
| 056      | Un oscuro ordito                        | 31 marzo, 2019            | 28 maggio, 2019         | 59             |
| 057      | Un bagliore di speranza                 | 29 maggio, 2019           | 22 luglio, 2019         | 55             |
| 058      | Insieme                                 | 23 luglio, 2019           | 18 settembre, 2019      | 58             |
| 059      | Il volto dietro la maschera             | 19 settembre, 2019        | 12 novembre, 2019       | 55             |
| 060      | La resa dei conti                       | 13 novembre, 2019         | -                       | -              |
| Speciali |                                         |                           |                         |                |
| -        | Sette modi per uccidere. Uno per vivere | 11 gennaio, 2015          | 11 gennaio, 2015        | 1              |
| -        | La quiete dopo la tempesta              | 11 gennaio, 2018          | 14 gennaio, 2018        | 4              |
| -        | Speciale Tremila                        | 12 agosto, 2019           | 12 agosto, 2019         | 1              |

### Reimaging Midda
All'inizio del 2017, nuove avventure sono state pubblicate sotto l'etichetta Reimaging Midda, riprendendo e ampliando tematiche relative al concetto di multiverso già introdotto in Eufonia.
| #   | Titolo avventura               | Data inizio pubblicazione | Data fine pubblicazione | Totale episodi |
| 001 | Un altro morde la polvere      | 15 maggio, 2017           | 6 agosto, 2017          | 84             |
| 002 | Camminando su vetri rotti      | 11 gennaio, 2017          | 4 marzo, 2017           | 53             |
| 003 | Il sapore familiare del veleno | 5 marzo, 2017             | 14 maggio, 2017         | 71             |